# ルートヴィヒ・ヴィルヘルム・イン・バイエルン
ルートヴィヒ・ヴィルヘルム・イン・バイエルン（Ludwig Wilhelm Herzog in Bayern, 1884年1月17日 - 1968年11月5日）は、ドイツ・バイエルン王家の傍系バイエルン公爵家（Herzog in Bayern）の当主。全名はルートヴィヒ・ヴィルヘルム・カール・ノルベルト・テオドール（Ludwig Wilhelm Karl Norbert Theodor Johann）。ベルギー王妃エリザベートの弟である。

## 生涯
バイエルン公爵家の当主カール・テオドールと、その2番目の妻でポルトガルの廃王ミゲル1世の娘であるマリア・ジョゼの間の第4子、長男として生まれた。1917年5月19日にヴィルトバート・クロイトにおいて、ザイン＝ヴィトゲンシュタイン家の侯女エレオノーレ（1880年 - 1965年）と結婚した。妻はシェーンブルク侯爵家の当主オットー・ヴィクトル2世の未亡人だった。
公爵夫妻の間に子供は無かった。1965年に妻と死別すると、ルートヴィヒ・ヴィルヘルムは姉マリー・ガブリエーレの孫にあたる本家筋のバイエルン王子マックス・エマヌエルを養子に迎え、公爵家を継がせた。1968年に82歳で死去。